# 萨戈达

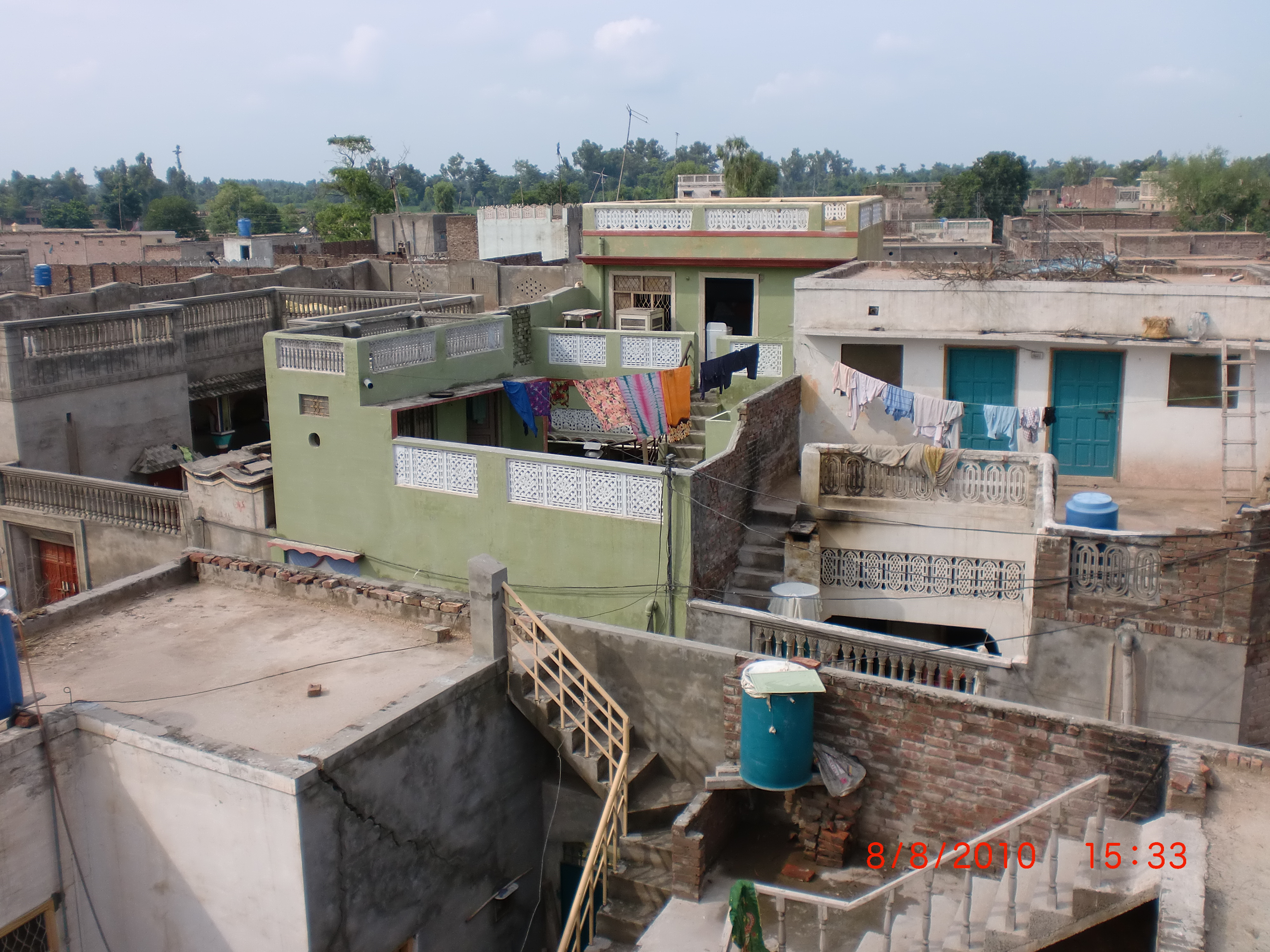
薩戈達

萨戈达，为巴基斯坦东北部的一个城市，隶属旁遮普省萨戈达县。萨戈达为巴基斯坦第11大城市。该市距离拉合尔西北172公里。该市为萨戈达县的县治所在地。主要语言为旁遮普语。该市总人口408,395（1998年）

## 行政区划
萨戈达市分为22个联合委员会。

## 教育
- 萨戈达大学